# بیله‌سوار (روستا)
بیله‌سوار (به لاتین: Biləsuvar) یک منطقه مسکونی در جمهوری آذربایجان است که در شهرستان بیله‌سوار واقع شده است.